# بلانکا پنیسکووی
بلانکا پنیسکووی (انگلیسی: Blanka Pěničková؛ زادهٔ ۱۱ آوریل ۱۹۸۰) بازیکن فوتبال اهل جمهوری چک است.

وی همچنین در تیم ملی فوتبال زنان جمهوری چک بازی کرده‌است.